# Norra militärdistriktet (Sverige)
Norra militärdistriktet (MD N) var ett militärdistrikt inom svenska Försvarsmakten som verkade åren 2000–2005. Förbandsledningen var förlagd i Bodens garnison i Boden

## Historik
Inför försvarsbeslutet 2000 föreslog regeringen i sin propositionen för riksdagen, att den taktiska nivån bör reduceras genom att fördelnings- och försvarsområdesstaber samt marinkommandon och flygkommandon skulle avvecklas. Detta för att utforma ett armétaktiskt, marintaktiskt respektive flygtaktiskt kommando vilka skulle samlokaliseras med operationsledningen. Förslaget innebar att samtliga territoriella staber skulle avvecklas, vilket bland annat innebar att militärområdesstaberna upplöstes.
I dess ställe bildades den 1 juli 2000 fyra militärdistrikt, vilka i princip motsvarade geografiskt sett de tidigare militärområdena. Den stora skillnaden var att militärdistrikten var den lägsta nivån där chefen var territoriellt ansvarig. Inom militärdistrikten organiserades militärdistriktsgrupper efter den tidigare försvarsområdesindelningen. Vilket inom Norra militärdistriktet motsvarade sju militärdistriktsgrupper.
Inför försvarsbeslutet 2004 föreslog regeringen för riksdagen, efter förslag från Försvarsmakten, att reducera antalet militärdistriktsgrupper, där militärdistriktsgrupperna i Kalix och Sollefteå inom Norra militärdistriktet föreslogs att avvecklas. Då det enligt Försvarsmakten skulle organiseras färre hemvärnsförband, men bättre utbildade och uppfyllda förband. Försvarsbeslutet innebar att Norrbottens gränsjägargrupp och Västernorrlandsgruppen avvecklas den 30 juni 2005, och dess uppgifter övertogs den 1 juli 2005 av Lapplandsjägargruppen respektive Härnösandsgruppen. Vidare kom även bland annat Gotlands militärdistrikt (MD G)att upplösas och avvecklas, vilket innebar att Gotlandsgruppen överfördes från den 1 januari 2005 till Mellersta militärdistriktet (MD M).
Inför försvarsbeslutet hade Försvarsmakten föreslagit tre alternativ till en förändrad militärdistriktsorganisationen. Den första handlingsvägen var att militärdistriktsorganisationen bibehölls. Den andra handlingsvägen skulle innebära att militärdistriktsstaberna sammanförs med ett utbildningsförband. Och den tredje handlingsvägen skulle innebära att militärdistriktsorganisationen avvecklas, och att ansvaret för den territoriella verksamheten överförs till Operativa insatsledningen (OPIL).
Att en förändring av militärdistriktsorganisationen var nödvändig delades av både regeringen, Försvarsmaktens och Försvarsberedningen. Men både 
regeringen och Försvarsberedningens ansåg att frågan behövdes ytterligare överväganden innan ett riksdags beslut var möjligt. Regeringens huvudalternativ var dock att organisationen skulle upplösas och avvecklas.
Den 2 juni 2005 presenterade regeringen sin proposition (2004/05:160) gällande en avveckling av militärdistriktsorganisationen. I propositionen hänvisades regeringen till att "I det framtida insatsförsvaret och den beslutade insatsorganisationen finns det inte längre krav på eller behov av regional eller territoriell ledning som motiverar en särskild ledningsorganisation". Därmed ansåg regeringen att militärdistriktsorganisationen kunde avvecklas, något som Försvarsmakten även i en framställan till regeringen den 7 mars 2005 föreslagit. I dess ställe skulle fyra ledningsgrupper för säkerhetstjänst och samverkan inrättas, där ledningsgrupperna lokaliserade till Boden, Stockholm, Göteborg och Malmö.
Den 16 november 2005 beslutade riksdagen att militärdistriktsorganisationen skulle upplösas och avvecklas den 31 december 2005. Vilket innebar att militärdistriktsgrupperna omorganiserades till utbildningsgrupper och underställdes ett utbildningsförband. Detta medförde att samtliga ingående militärdistriktsgrupper överfördes från Norra militärdistriktet (MD N) och underställdes från den 1 januari 2006 Norrbottens regemente (I 19). Den 21 december 2005 manifesteras avvecklingen genom en nedläggnings- och överlämningsceremoni och den 31 december 2005 upphörde distriktet officiellt. Från den 1 januari 2006 övergick Norra militärdistriktet till en avvecklingsorganisation, vilken verkade fram till 30 juni 2006.

## Verksamhet
Norra militärdistriktet lede sin verksamhet från Boden, och dess främsta uppgift, i likhet med övriga militärdistrikt, var att leda den territoriella verksamheten inom distriktet, upprätthålla anbefalld beredskap och samverkan med totalförsvarets civila delar på regionala och lokala nivåer, samt att leda och genomföra utbildning av hemvärn och stödja de frivilliga försvarsorganisationerna. Distriktet omfattade Jämtlands län, Norrbottens län, Västerbottens län och Västernorrlands län.
Varje militärdistrikt bestod av ett antal militärdistriktsgrupper, inom Norra militärdistriktet ingick sju grupper.
I samband med att Norra militärdistriktet avvecklades, överfördes den 1 januari 2006 det territoriella ansvaret till Högkvarteret, och ansvaret för de ingående grupperna till Norrbottens regemente (I 19).

## Ingående enheter

### 2000–2004
- Härnösandsgruppen, Härnösand
- Jämtlandsgruppen, Östersund
- Lapplandsjägargruppen, Kiruna.
- Norrbottensgruppen, Boden.
- Norrbottens gränsjägargrupp, Kalix.
- Västerbottensgruppen, Umeå.
- Västernorrlandsgruppen (gamla), Sollefteå.

### 2005–2005
Den 1 januari samt 1 juli 2005 antogs en ny organisation, då militärdistriktsgrupperna i Kalix upplöstes den 31 december 2004 och Sollefteå upplösts den 30 juni 2005. Härnösandsgruppen antog den 1 juli namnet Västernorrlandsgruppen.

- Västernorrlandsgruppen (nya), Härnösand
- Fältjägargruppen, Östersund
- Lapplandsjägargruppen, Kiruna
- Norrbottensgruppen, Boden
- Västerbottensgruppen, Umeå

## Förläggningar och övningsplatser
I samband med att Norra militärdistriktet bildades den 1 juli 2000, övertogs den stabsbyggnad som uppförts under 1960-talet hade uppförts till dåvarande Övre Norrlands militärområde (Milo ÖN). Stabsbyggnaden är uppförd i direkt anslutning till Kommendantsbyggnaden, och uppförd i tre sammansatta flyglar. När Övre Norrlands militärområde (Milo ÖN) och Nedre Norrlands militärområde (Milo NN) sammanslogs, övertogs fastigheten av Norra militärområdet (Milo N). Och den 1 juli 2000 övertogs fastigheten av Norra militärdistriktet. Efter att Norra militärdistriktet upplöstes och avvecklades 2005, övertogs fastigheten av bland annat av Säkerhets- och samverkanssektion Boden.

## Heraldik och traditioner
Vid bildandet av Norra militärdistriktet övertogs exempelvis traditioner och heraldiskt vapen från det tidigare Norra militärområdet (Milo N). Stabens marsch, "Norrlandsfärger" (Widkvist), ärvdes från Norra militärområdet. År 2000 instiftades Norra Militärdistriktets förtjänstmedalj i silver (MDNSM). År 2005 instiftades Norra militärdistriktets minnesmedalj i brons i 8:e storleken (MDNMSM). Den 21 december 2005 manifesterades avvecklingen genom en nedläggnings- och överlämningsceremoni, och den 31 december 2005 upplöstes distriktet officiellt.

## Förbandschefer

### Militärdistriktsbefälhavare
- 2000–2002: Generalmajor Jan Frank
- 2003–2005: Generalmajor Björn Anderson

### Stabschefer
- 2000–2004: Överste 1.gr Ulf Nordlander
- 2004–2005: Överste Thommy Göransson

## Namn, beteckning och förläggningsort
| Norra militärdistriktet | 2000-07-01 | – | 2005-12-31 |
| Avvecklingsorganisation | 2006-01-01 | – | 2006-06-30 |

| MD N | 2000-07-01 | – | 2005-12-31 |

| Bodens garnison (F) | 2000-07-01 | – | 2006-06-30 |